# Nicolaus Grudius

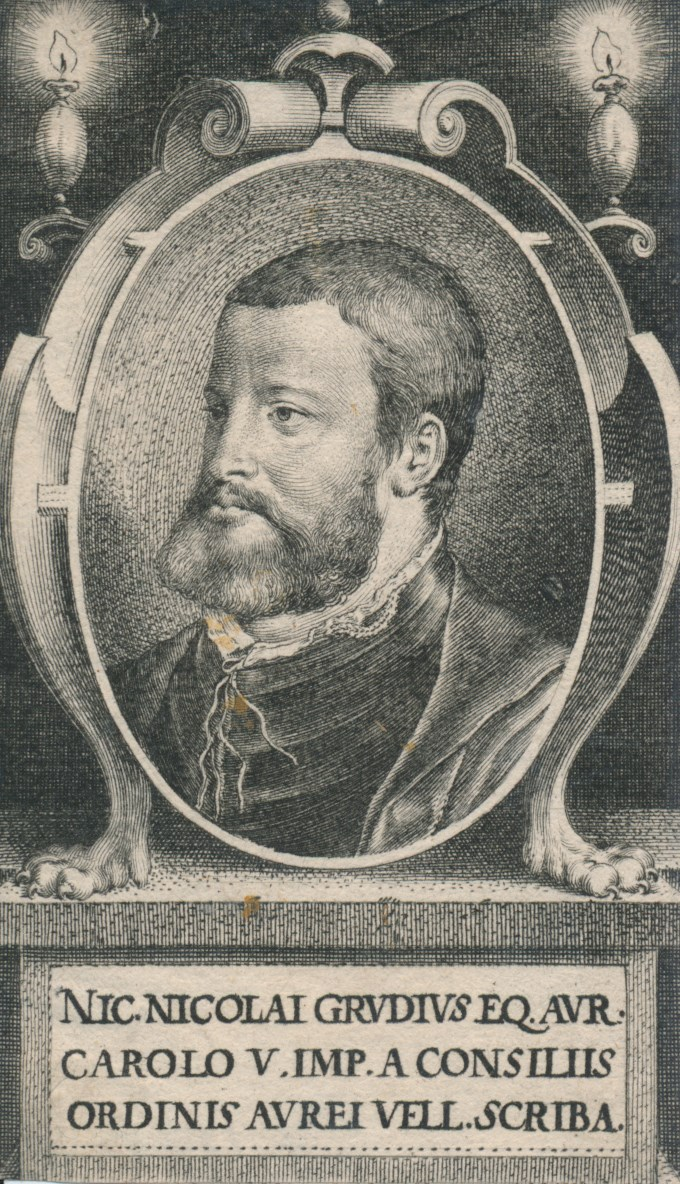

Nicolaus Grudius, eigenlijk Nicolaas Nicolai, (Leuven, 20 december 1504 - Venetië, 1570) was een Nederlandse humanistische dichter die daarnaast een succesvolle carrière had in het Bourgondisch-Habsburgse ambtenarenapparaat.
Nicolaus Grudius werd geboren in Leuven, wat naar men aannam de woonplaats was van de oude Grudii, waar hij zijn bijnaam Grudius aan ontleende. Hij was een van achttien kinderen van Nicolaas Everaerts, president van het Hof van Holland.
Nicolaus Grudius en zijn twee jongere broers Hadrianus Marius en Janus Secundus staan bekend als de tres fratres belgae, of de drie dichtende broers. Van de drie broers was hij het meest bezig met zijn carrière. Hij werd onder meer raadsheer bij het Hof van Holland (1535-1539), secretaris van de Raad van State (1538-1548), secretaris van de Geheime Raad (1538-1545), griffier van de Orde van het Gulden Vlies (1540-1561) en ontvanger van de bede in Brabant (1540-1555). 
De dichtkunst van Grudius werd in zijn tijd zeer gewaardeerd, wat onder andere blijkt uit de opdracht van stadhouder Antoon I van Lalaing om een lijkdicht te schrijven voor de overleden landvoogdes Margaretha van Oostenrijk in 1530. Hij is echter lang niet zo bekend geworden als zijn broer Janus Secundus. Grudius ging in 1533 samen met Janus Secundus naar Spanje als secretaris van Karel V. Toen Janus Secundus in 1535 stierf als gevolg van malaria heeft dat Grudius sterk aangegrepen. Hij heeft zich toen sterk gemaakt voor het verzamelen en publiceren van diens werk.  
Grudius' ambtelijke carrière nam een dramatische wending, toen hij beschuldigd werd van het verduisteren van 200.000 pond als ontvanger van de bede in Brabant. Hij werd in 1554 gearresteerd en in 1561 veroordeeld. Hij vluchtte naar Venetië waar hij berooid stierf. 
Grudius was van de drie dichtende broers de meest kleurrijke, zoals onder meer blijkt uit zijn soms van weinig tact getuigende (grove) uitspraken in zijn correspondentie over derden.
Door de Nederlandse dichter Jan Pieter Guépin werd hij omschreven als verwend, goedgelovig, een fantast, met weinig gevoel voor realiteit en een gebrek aan goede smaak, maar ook als een fantastische dichter.